# Soutice
Soutice jsou obec v okrese Benešov ve Středočeském kraji. Leží nedaleko soutoku řek Sázavy a Želivky asi třináct kilometrů východně od města Vlašim. Žije zde 269 obyvatel.
V poslední době se oblast stává atraktivní, neboť si zde lidé z velkoměsta staví a udržují své víkendové a prázdninové chalupy.

## Historie
První písemná zmínka o obci pochází z roku 1295. Ve 14. století zde žili předkové Čábelických ze Soutic. Měli v erbu černé orlí křídlo se zlatým drápem v červeném poli. V roce 1363 se zde objevuje první zpráva o dvou tvrzích zde stojících, hořejší a dolejší. Kolem roku 1390 zde Hroch ze Soutic připojil k soutickému panství vsi Petrovice a Všebořice. V letech 1440 až 1449 došlo k prodeji panství. Novým majitelem se stal Jan Buvol, rytíř z Radonic u Českého Šternberku. Po jeho smrti zdědily majetek jeho dvě dcery. O soutické panství nejevily velký zájem. Veškerý jejich majetek přešel v roce 1500 do správy Jetřichovi Lukaveckému z Lukavce. Ten zemřel v roce 1542 a zanechal po sobě dva syny, Zdeňka a Jetřicha. Obě tvrze byly v té době pusté. Zdeněk Lukavecký z Lukavce nechal obnovit dolejší tvrz a vystavět jeho nové sídlo na místě nynějšího zámku. Hořejší tvrz již nebyla nikdy obnovena. Po jeho smrti se o majetek dělilo osm synů. Soutické panství připadlo nejdříve nejstaršímu Jetřichovi, po jeho smrti v roce 1600, spravoval Soutice Petr, později Jan mladší Lukavecký a posledním majitelem jejich rodu byl Matěj. Ten prodal v roce 1622 sídlo Janu Obyteckému z Obytec. Jan Obytecký byl později jmenován hejtmanem poděbradského panství a města Nymburk. Zemřel v roce 1636 a jeho manželka ho přežila o třicet let. Potom majetek zdědil nejstarší syn Litmír Viduna Obytecký. Byl výborný hospodář a rozmnožil majetek o statek Horka nad Slupnou, statek Petrovice a statek Zhoř. Stal se i hejtmanem Čáslavského kraje. Zemřel v roce 1671 a protože měl ještě nezletilé syny, tak se dočasným správcem stal Eliáš Žampašský. V roce 1680 přešel majetek na oba syny. Ti si majetek rozdělili a mladší Antonín Josef získal Soutice a Horku. Později k soutickému panství přikoupil i statky Kaliště a Dubějovice. Celé panství v roce 1694 prodává Mladotovi ze Solopysk a na Ostředku. Ferdinand Antonín umírá v říjnu 1726 a zanechává po sobě syna Františka Michala, který vstoupil do jezuitského řádu. Celý majetek tak připadl tomuto řádu, který ho prodal jeho matce a setrám. Majetek byl rozdělen na tři díly. Soutice, Dubějovice a Horka nad Sloupnou připadly Marii Anně, provdané za Josefa Adama Příchovského z Příchovic. Majitelé se dostali do dluhu a panství se dostalo do dražby. V dražbě koupil panství Josef František Putéani. Prodal statek Ostředek a veškeré peníze investoval do zvelebení zchátralých Soutic. Po jeho smrti v roce 1766 se ujímá správy majetku jeho syn František Antonín baron Puteáni. Ten založil v zámku roku 1780 školu pro výcvik hospodářských úředníků.  V Souticích v té době byla cihelna, vápenka, mlýn i panský pivovar. František Antonín Puteáni zemřel v roce 1836. Jeho dědici prodali v roce 1837 Soutice  statkáři Vincenzo Zahnovi a jeho sestře Terezii Zahnové. Nový majitel si za sídlo zvolil zdejší zámek. Vincenc Zahn zemřel v roce 1858 a panství připadlo jeho sestře. Ta pro nemoc postoupila v roce 1863 soutické panství synovci Aloisi Ignáci Zahnovi. Za jeho vlády došlo k obnovení kostela a nechal postavit kapli. Po jeho smrti majetek připadl synovci Vincenci Aloisi Zahnovi. Z důvodu nucené nákladné rekonstrukce zámku musel majetek prodat. V březnu 1897 od něj koupil panství František Bedřich Noltsch a jeho žena Ema. Potom se zde střídala rychle celá řada majitelů. V roce 1909 koupil vše Bohumil Kulík a za 5 let prodal Dr. Ing. Bohumilu Maříkovi. Ten zrekonstruoval zámek i park. Rodina Maříkova držela statek až do znárodnění v padesátých letech minulého století. 
Zámek, byl po únorovém puči zabaven původním majitelům. Za komunistického režimu  sloužil jako archiv ministerstva. V poslední době[kdy?] není zámek pravidelně udržován a čeká na rozsáhlou rekonstrukci. V roce 2020 byla zrenovována střecha zámku.
V lednu 2008 zaútočili na Music Bar Bretagne v Souticích neonacisté z organizace Anti-Antifa zápalnými lahvemi. Tři návstěvníci koncertu byli při útoku zraněni.

## Přírodní poměry
Podél západní hranice katastrálního území Soutice se rozkládá přírodní rezervace Štěpánovský potok.

## Obyvatelstvo
| Rok            | 1869 | 1880 | 1890 | 1900 | 1910 | 1921 | 1930 | 1950 | 1961 | 1970 | 1980 | 1991 | 2001 | 2011 | 2021 |
| -------------- | ---- | ---- | ---- | ---- | ---- | ---- | ---- | ---- | ---- | ---- | ---- | ---- | ---- | ---- | ---- |
| Počet obyvatel | 920  | 950  | 891  | 918  | 844  | 783  | 663  | 505  | 505  | 429  | 336  | 267  | 224  | 249  | 242  |
| Počet domů     | 116  | 118  | 116  | 122  | 127  | 129  | 131  | 135  | 130  | 122  | 102  | 122  | 129  | 139  | 140  |

## Obecní správa

### Územněsprávní začlenění
Dějiny územněsprávního začleňování zahrnují období od roku 1850 do současnosti. V chronologickém přehledu je uvedena územně administrativní příslušnost obce v roce, kdy ke změně došlo:
- 1850 země česká, kraj České Budějovice, politický okres Benešov, soudní okres Vlašim[7]
- 1855 země česká, kraj Tábor, soudní okres Vlašim
- 1868 země česká, politický okres Benešov, soudní okres Vlašim
- 1937 země česká, politický i soudní okres Vlašim[8]
- 1939 země česká, Oberlandrat Německý Brod, politický i soudní okres Vlašim[9]
- 1942 země česká, Oberlandrat Praha, politický okres Benešov, soudní okres Vlašim[10]
- 1945 země česká, správní i soudní okres Vlašim[11]
- 1949 Pražský kraj, okres Vlašim[12]
- 1960 Středočeský kraj, okres Benešov
- k 1. lednu 1980 Středočeský kraj, okres Benešov, město Trhový Štěpánov[13]
- k 1. lednu 1992 Středočeský kraj, okres Benešov[13]
- 2003 Středočeský kraj, okres Benešov, obec s rozšířenou působností Vlašim

### Části obce
- Soutice
- Černýš
- Kalná

### Obecní symboly
Znak a vlajka byly obci uděleny rozhodnutím předsedy Poslanecké sněmovny Parlamentu České republiky dne 27. února 2004.

## Společnost
V obci Soutice (přísl. Černýš, Kalná, 783 obyvatel, poštovní úřad, telegrafní úřad, telefonní úřad, katol. kostel, živnostenské společenstvo) byly v roce 1932 evidovány tyto živnosti a obchody: bednář, holič, 4 hostince kovář, 2 krejčí, mlýn, obuvník, 3 řezníci, pekař, 5 obchodů se smíšeným zbožím, Spořitelní a záložní spolek pro Soutice, švadlena, trafika, velkostatek.

## Doprava
Územím obce prochází dálnice D1 s. exitem 56 (Soutice). Obcí vede silnice II/126 Trhový Štěpánov - Soutice - Zruč nad Sázavou. Silnice III. třídy jsou:
- III/1263 Hulice - Kalná - Soutice - Černýš
- III/1264 Kalná - Rýzmburk

Železniční trať ani stanice na území obce nejsou. Nejbližší železniční stanicí je Zruč nad Sázavou ve vzdálenosti 5,5 km ležící na trati 212 Čerčany - Světlá nad Sázavou.
Dnes do Soutic jezdí linky 402 Praha, Roztyly - Zruč nad Sázavou - Čáslav (v pracovních dnech 10 spojů, o víkendu 8 spojů) a 795 Vlašim - Zruč nad Sázavou (v pracovních dnech 10 spojů, o víkendu 4 spoje).

## Místní část Kopečky
Kopečky je část obce Soutice, která se nachází na pravém břehu řeky Želivky (na oficiálních stránkách obce je vždy používán název Kopečky, na mapách též Kopečky). V roce 1966 se zde natáčel film pro děti Dědeček, Kylián a já podle knihy Jana Rysky. Roli dědečka, jako jednu ze svých posledních filmových rolí, vytvořil Rudolf Deyl mladší. Na soutoku Sázavy a Želivky se v roce 2006 natáčela část amerického filmu „Iluzionista“ s Edwardem Nortonem v hlavní roli. Od roku 2009 se nad jezem pravidelně koná „Ledová neckyáda“.
Dům čp. 37 v této části obce je bývalá panská hájovna, tzv. Rybárna. Byla postavena roku 1840, pod lesem Hájem, nedaleko soutoku Želivky se Sázavou. Označení Rybárna pochází od dřevěných kádí na uchování nachytaných ryb.

## Pamětihodnosti
- Zámek Soutice
- Kostel svatého Jakuba
- Krucifix u kostela svatého Jakuba
- Socha svaté Anny
- Socha svatého Jana Nepomuckého
- Muzeum Soutice

## Galerie

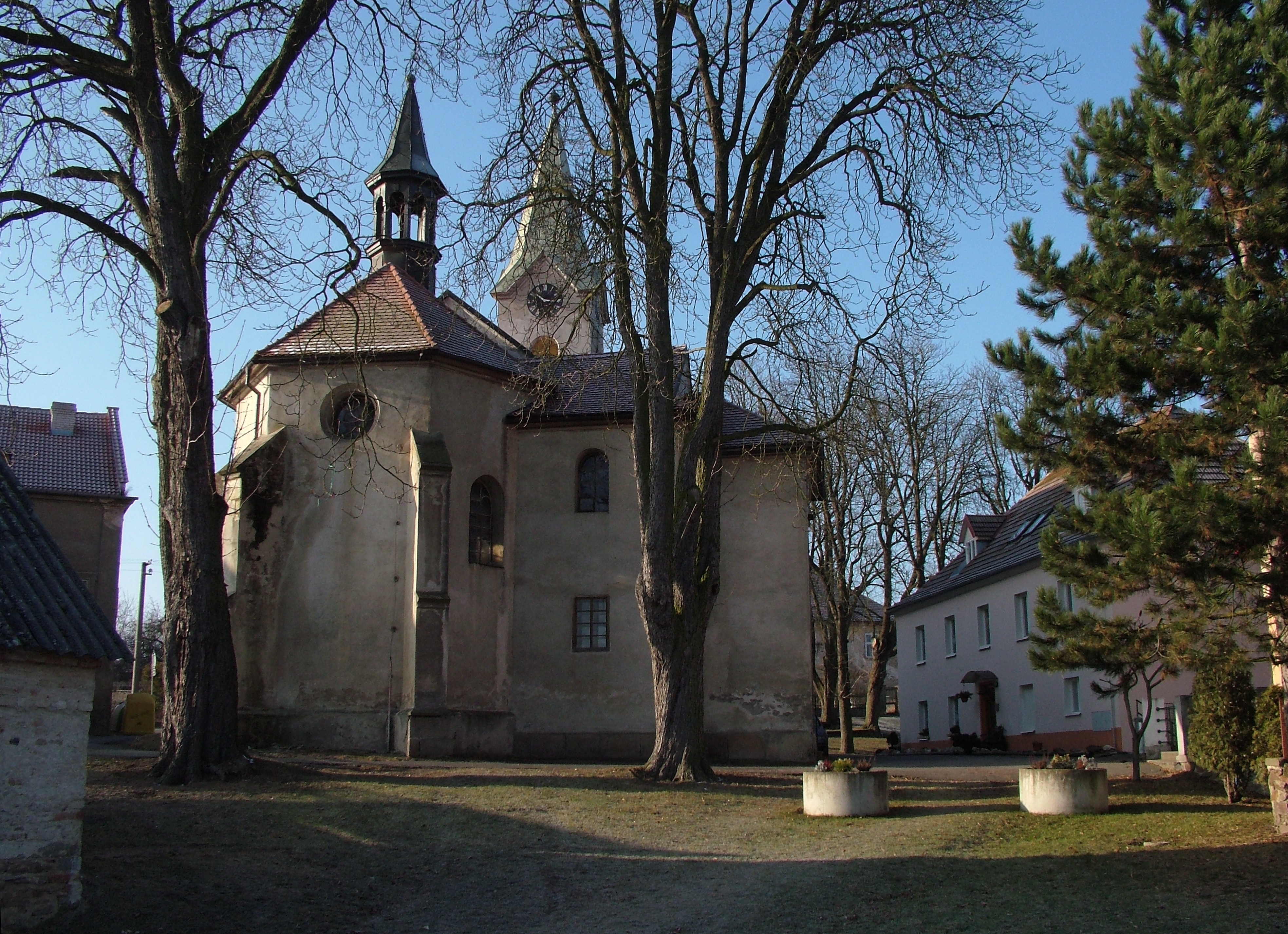
Pohled zezadu na  kostel sv. Jakuba Většího
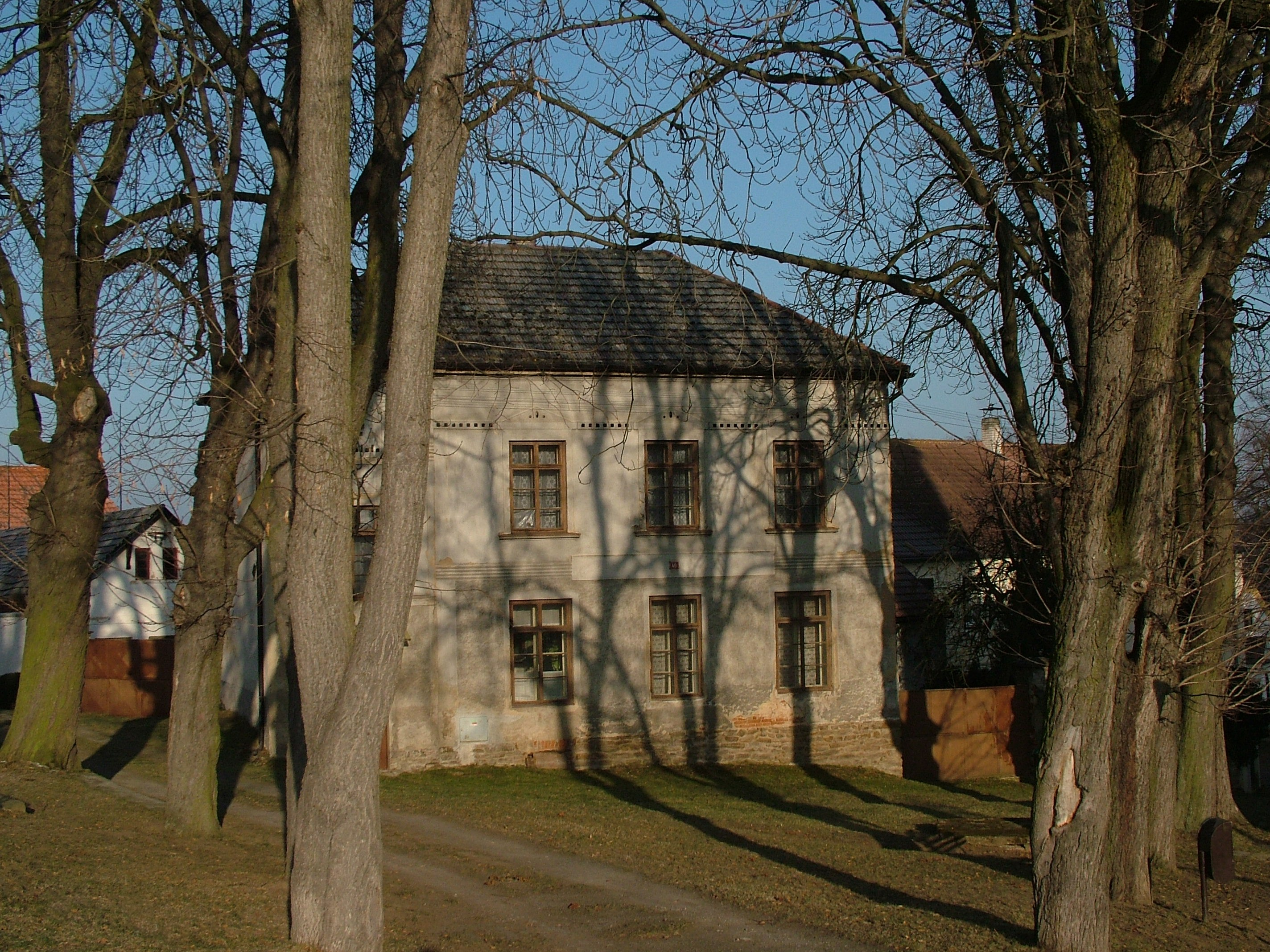
Soutice čp. 40
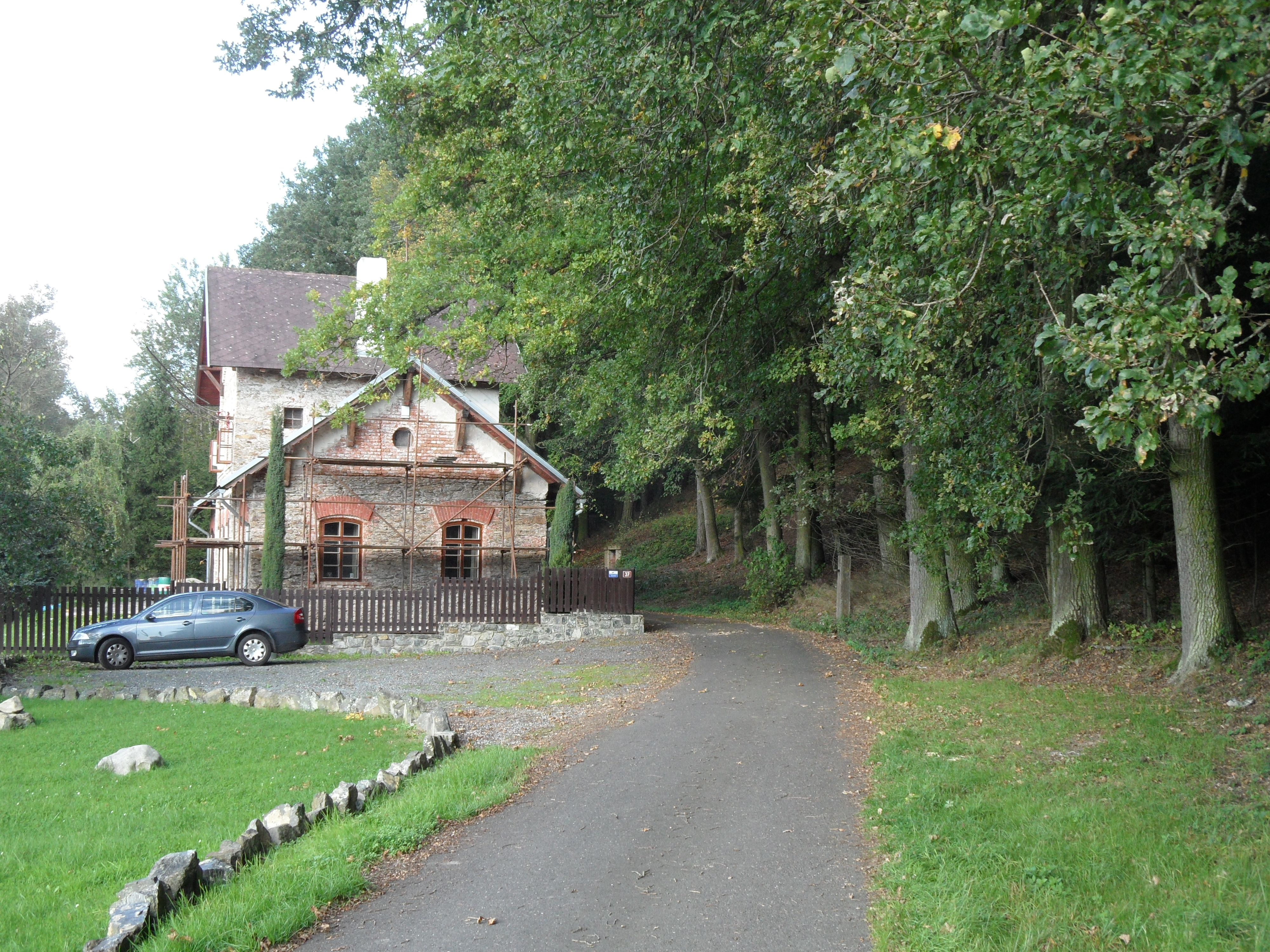
Bývalá hájovna (Rybárna)